# مقاطعة باشت
مقاطعة باشت (بالفارسية: شهرستان باشت) هي مقاطعة تقع في إيران في كهكيلويه وبوير أحمد. يقدر عدد سكانها بـ 22,170 نسمة .